# Eduardo Castañón Albizua
Eduardo Castañón Albizua fou un polític espanyol, diputat a les Corts Espanyoles durant la restauració borbònica.

## Biografia
Treballà com a funcionari de la Direcció General de Correus i milità en el Partit Conservador. Després de les eleccions generals espanyoles de 1876 va ocupar l'escó per Sagunt que va deixar vacant el general Arsenio Martínez-Campos Antón, i poc després fou nomenat governador civil de la província de Lugo. Va renovar l'escó per Sagunt a les eleccions generals espanyoles de 1879 i posteriorment a les eleccions generals espanyoles de 1884, sempre pel Partit Conservador.